# CoMix Wave Films
CoMix Wave Films, Inc. (コミックス・ウェーブ・フィルム Komikkusu Uēbu Firumu?) es una empresa de estudio y distribución de películas de animación japonesa establecida en Chiyoda, Tokio, Japón. El estudio es conocido por sus películas de anime, cortometrajes y comerciales de televisión, especialmente las realizadas por el director Makoto Shinkai. Fue fundada en marzo de 2007, cuando se separó de CoMix Wave Inc., que se formó inicialmente en el año 1998 de Itochu Corporation, ASATSU (ahora ADK), y otras empresas.

## Obras

### Largometrajes
1. Mukou Yakusoku no Basho / Más allá de las nubes, la tierra prometida (2004) (Como CoMix Wave Inc.)
2. Byōsoku Go Senchimētoru / 5 centímetros por segundo (2007)
3. Ajîru sesshon / The Asylum Session (2009)
4. Hoshi wo Ou Kodomo / Viaje a Agartha (2011)
5. Kotonoha no Niwa / El jardín de las palabras (2013)
6. Kimi no Na wa / Your name (2016)
7. Shiki Oriori: Sabores de la juventud (2018) (Junto con: Haoliners Animation League)
8. Tenki no Ko / El tiempo contigo (2019)
9. Suzume no Tojimari / Suzume (2022)

### Cortometrajes
- Kanojo to Kanojo no Neko (1999) (Como CoMix Wave Inc.)
- Hoshi no Koe (2002) (Como CoMix Wave Inc.)
- Planzet (2010)
- Dareka no Manazashi (2013)

### OVA'S
- Kono Danshi, Ningyo Hiroimashita.
- Kono Danshi, Uchuujin to Tatakaemasu.
- Kono Danshi, Mahou ga Oshigoto Desu.
- Kono Danshi, Sekika ni Nayandemasu.
- Robotica*Robotics.[3]

### Otros
- Peeping Life: We Are The Hero (2014) (Serie de TV)